# Gunung Putri (Suboh)
Gunung Putri is een bestuurslaag in het regentschap Situbondo van de provincie Oost-Java, Indonesië. Gunung Putri telt 3517 inwoners (volkstelling 2010).